# Verdum de les Bonin
El verdum de les Bonin (Chloris kittlitzi) és un ocell de la família dels fringíl·lids (Fringillidae).

## Hàbitat i distribució
Habita boscos de les illes Hahajima i Minamiiwoto, a les Bonin.

## Taxonomia
Considerada una subespècie del verdum oriental (Chloris sinica), recentment el Congrés Ornitològic Internacional versió 11.1, 2021 ha fet d'ella una espècie de ple dret, arran els treballs de Saitoh et al. 2020,